# リューデリッツ
リューデリッツ（ドイツ語: Lüderitz）は、ナミビア共和国南部のカラス州に位置する大西洋に面した港町である。ロバート港とシャーク島の周辺に開発された小規模な良港がある。
1883年、ドイツ人商人アドルフ・リューデリッツの代理であったハインリヒ・フォーゲルザングが、アングラ・ペケナやその周辺の土地をナマクア族から購入し、街が作られた。町の名称は、このリューデリッツの名前に由来する。リューデリッツは交易によって、また漁業やグアノの採掘によって生計が立てられていた。
1909年に付近でダイヤモンドが発見されると、リューデリッツに突然の好景気の波が訪れた。しかしながら、現在ではリューデリッツ以外での採掘が盛んになり、ダイヤモンド関係で得ていたものの多くを失っている。
リューデリッツの港は海底が非常に浅く、近代的な船が利用することができなかったため、ナミビアにおける海運業の中心はウォルビスベイに移ってしまった。しかし、最近になって新しい埠頭が建設されたため、大きな漁船がリューデリッツに接岸できるようになっている。また、この地域への旅行客を取り込むため町全体も再整備され、商店やオフィスのために新しいウォーターフロントが整備されている。
リューデリッツは、アール・ヌーヴォーなど植民地時代の建築が残っていることや、アシカやペンギン、フラミンゴ、ダチョウといった野生生物でも知られている。以前は、ケートマンスフープへつながる鉄道があった。リューデリッツから内陸に数キロ入ったところには、ゴーストタウンとなったコールマンスコップがある。以前はダイヤモンドで繁栄したこの街は、現在では捨て去られてしまい、ナミブ砂漠の砂丘に飲み込まれようとしている。
| Lüderitzの気候               | Lüderitzの気候 | Lüderitzの気候 | Lüderitzの気候 | Lüderitzの気候 | Lüderitzの気候 | Lüderitzの気候 | Lüderitzの気候 | Lüderitzの気候 | Lüderitzの気候 | Lüderitzの気候 | Lüderitzの気候 | Lüderitzの気候 | Lüderitzの気候 |
| 月                           | 1月            | 2月            | 3月            | 4月            | 5月            | 6月            | 7月            | 8月            | 9月            | 10月           | 11月           | 12月           | 年             |
| ---------------------------- | -------------- | -------------- | -------------- | -------------- | -------------- | -------------- | -------------- | -------------- | -------------- | -------------- | -------------- | -------------- | -------------- |
| 最高気温記録 °C （°F）       | 32.5 (90.5)    | 30.0 (86)      | 34.1 (93.4)    | 36.5 (97.7)    | 33.0 (91.4)    | 31.6 (88.9)    | 30.7 (87.3)    | 33.0 (91.4)    | 35.1 (95.2)    | 35.0 (95)      | 37.5 (99.5)    | 30.6 (87.1)    | 37.5 (99.5)    |
| 平均最高気温 °C （°F）       | 21.4 (70.5)    | 21.3 (70.3)    | 21.1 (70)      | 19.9 (67.8)    | 19.2 (66.6)    | 19.0 (66.2)    | 17.9 (64.2)    | 17.2 (63)      | 17.3 (63.1)    | 18.0 (64.4)    | 19.2 (66.6)    | 20.5 (68.9)    | 19.3 (66.7)    |
| 日平均気温 °C （°F）         | 17.7 (63.9)    | 17.8 (64)      | 17.4 (63.3)    | 16.3 (61.3)    | 15.5 (59.9)    | 15.1 (59.2)    | 14.1 (57.4)    | 13.7 (56.7)    | 13.9 (57)      | 14.7 (58.5)    | 15.8 (60.4)    | 17.0 (62.6)    | 15.7 (60.3)    |
| 平均最低気温 °C （°F）       | 14.0 (57.2)    | 14.3 (57.7)    | 13.8 (56.8)    | 12.6 (54.7)    | 11.7 (53.1)    | 11.2 (52.2)    | 10.4 (50.7)    | 10.2 (50.4)    | 10.5 (50.9)    | 11.4 (52.5)    | 12.3 (54.1)    | 13.5 (56.3)    | 12.1 (53.8)    |
| 最低気温記録 °C （°F）       | 5.5 (41.9)     | 5.0 (41)       | 6.0 (42.8)     | 5.5 (41.9)     | 3.3 (37.9)     | 0.2 (32.4)     | 3.0 (37.4)     | 4.8 (40.6)     | 3.4 (38.1)     | 3.4 (38.1)     | 4.9 (40.8)     | 3.9 (39)       | 0.2 (32.4)     |
| 降水量 mm （inch）           | 0 (0)          | 1 (0.04)       | 2 (0.08)       | 2 (0.08)       | 3 (0.12)       | 3 (0.12)       | 1 (0.04)       | 2 (0.08)       | 1 (0.04)       | 0 (0)          | 0 (0)          | 0 (0)          | 17 (0.67)      |
| 平均降水日数 （≥0.1 mm）     | 1.0            | 1.0            | 1.0            | 0.9            | 1.4            | 1.4            | 1.0            | 0.7            | 0.5            | 0.5            | 0.5            | 0.7            | 10.6           |
| % 湿度                       | 82             | 81             | 82             | 80             | 79             | 72             | 74             | 78             | 80             | 80             | 80             | 80             | 79             |
| 平均月間日照時間             | 198.4          | 203.4          | 257.3          | 216.0          | 213.9          | 144.0          | 170.5          | 201.5          | 216.0          | 201.5          | 189.0          | 176.7          | 2,388.2        |
| 平均日照時間                 | 6.4            | 7.2            | 8.3            | 7.2            | 6.9            | 4.8            | 5.5            | 6.5            | 7.2            | 6.5            | 6.3            | 5.7            | 6.5            |
| 出典：Deutscher Wetterdienst |                |                |                |                |                |                |                |                |                |                |                |                |                |

## 関連項目

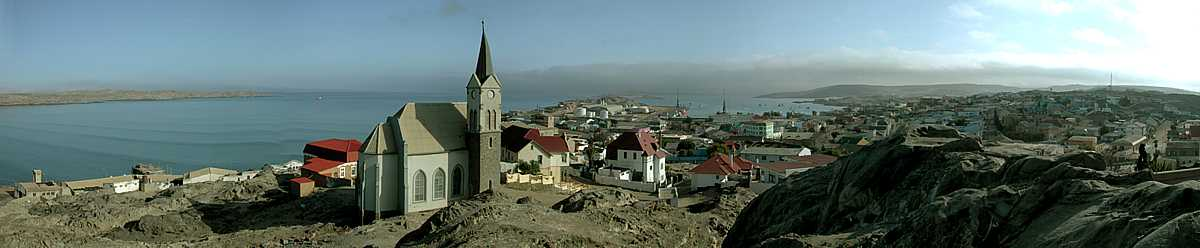
リューデリッツの街並み